# Bénéjacq
Bénéjacq è un comune francese di 1 918 abitanti situato nel dipartimento dei Pirenei Atlantici nella regione della Nuova Aquitania.

## Società

### Evoluzione demografica
Abitanti censiti